# 上海轨道交通嘉闵线
上海轨道交通市域线嘉闵线（江苏段工程名为苏锡常城际铁路太仓先导段），是建设中的自江苏省太仓市至上海市闵行区的市域铁路。近期建设区段起自太仓站，终至银都路站。主要沿澄浏中路、金运路、七莘路走行。
城北路站以南段正线全长44.035km，除虹桥枢纽段采用地面敷设，其余均为地下段，地下段长度41.355km，地面段长度2.680km。新建车站15座，最大站间距7.176km，最小站间距1.218km。全线设车辆段1处，为马东动车运用所，接轨于嘉定新城东站；与机场联络线共用申昆路停车场，接轨于虹桥站。设1座沪星路主变。
北延伸工程列于《长江三角洲地区多层次轨道交通规划》，依省界分由沪苏两地实施，太仓段工程名为苏锡常城际铁路太仓先导段，于2021年6月28日开了工作动员会，并举行了太仓站的开工仪式。
上海市、闵行区政府正推动嘉闵线南延伸纳入《上海市轨道交通第三期建设规划再调整》，沿沪闵路–光华路–昆阳路走行，线位及站点最终方案尚未明确。

## 历史
嘉闵线的南翔站以南前身为17号线，最早该线路于2000年出现，2006年大体方案形成，规划为地铁，经过些许深化选线后，于2011年走向北自共青森林公园站，南至莘庄站，后未改动。西段（南翔以南）于2016年改为市域线，并延伸至嘉定，称为嘉闵线。原17号线中江杨南路以东的线位则另给予新规划的20号线。
- 2016年4月18日 随上海市轨道交通近期建设规划(2017-2025)环境影响评价第二次公示第一次公开[7]
- 2018年9月15日 工程可行性研究项目招标
- 2018年12月19日 于《国家发展改革委关于上海市城市轨道交通第三期建设规划（2018～2023年）的批复》中获批[8]
- 2020年4月2日 《长江三角洲地区交通运输更高质量一体化发展规划》中批复了上海嘉闵线（含北延伸）[9]
- 2020年6月11日 苏州自然资源局和上海市交通委对接沪苏轨道（铁路）规划方案，提出嘉闵线将对接苏锡常城际[10]
- 2020年11月13日 选线专项规划草案公示[11]
- 2020年12月17日 工程勘察设计一体化招标[12]
- 2021年4月15日 工程环境影响评价首次公示[13]
- 2021年4月22日 工程报建[14]
- 2021年5月6日 工程环境影响评价报批前公示[13]
- 2021年5月10日 上海发改委批复工程可行性研究报告[15]
- 2021年5月17日 上海市环保局受理环境影响评价报告书[16]
- 2021年6月10日 上海市环保局批复环境影响评价报告书[17]
- 2021年6月28日 北延伸至太仓段的太仓站及本线的申昆路停车场正式开工[3]
- 2021年8月2日 苏锡常城际铁路太仓先导段工程勘察设计项目招标
- 2021年8月14日 北延伸工程（上海段）可行性研究项目招标
- 2021年10月9日 天山路站及相邻区间调整选线规划调整方案公示[18]
- 2023年8月14日 嘉戬公路站（叶城路站）主体结构地下连续墙施工正式启动，标志着车站主体建设进入实质性施工阶段[19]
- 2024年，调整了可研和初步设计[1]
- 2024年5月7日 车站附属设施（不含南翔站）规划控制线草案公示[20]
- 2024年7月4日 嘉闵线全线首台盾构（申滨南路——虹桥2号航站楼）始发
- 2024年11月7日 苏锡常城际铁路太仓先导段工程可行性研究报告获批
- 2024年11月11日 南翔站开工，标志着嘉定段所有车站全部进入实质性施工阶段[21]
- 2024年12月26日 北延伸太仓段全面开工
- 2024年12月27日 北延伸上海段选线规划草案公示[22]
- 2025年3月3日 马东动车运用所环境影响报告表全文报批前公示。包括20列位存车线、8列位的检查库线[23]

## 车站列表
| 阶段                | 站名 （工程名） | 里程 （米）            | 站间距 （米） | 换乘路线                           | 所在地                 | 所在地                 | 站台形式               |
| ------------------- | --------------- | ---------------------- | --- | ---------------------------------- | ---------------------- | ---------------------- | ---------------------- |
| ↑直通运行           | ↑直通运行       | 苏锡常线往常州（规划） | 苏锡常线往常州（规划） | 苏锡常线往常州（规划）             | 苏锡常线往常州（规划） | 苏锡常线往常州（规划） | 苏锡常线往常州（规划） |
| 北延伸              | 太仓            |                        | | 沪宁沿江高铁、北沿江高铁、沪通铁路 | 江苏省苏州市           | 太仓市                 | 地下二层岛式           |
| 北延伸              | 白云渡路        |                        | |                                    | 江苏省苏州市           | 太仓市                 | 地下二层岛式           |
| 北延伸              | 十八港路        |                        | |                                    | 江苏省苏州市           | 太仓市                 | 高架三层侧式           |
| 北延伸              | 北和公路        |                        | |                                    | 上海市                 | 嘉定区                 | 高架三层越行双岛式     |
| 北延伸              | 宝钱公路        |                        | |                                    | 上海市                 | 嘉定区                 | 高架三层侧式           |
| 北延伸              | 汇旺东路        |                        | |                                    | 上海市                 | 嘉定区                 | 地下二层岛式           |
|                     | 城北路          | 0                      | - |                                    | 上海市                 | 嘉定区                 | 地下二层岛式           |
| 新成路              | 3086            | 3086                   | | 地下三层岛式                       | 上海市                 | 嘉定区                 |                        |
| 叶城路 (嘉戬公路)   | 6970            | 3883                   | | 地下二层岛式                       | 上海市                 | 嘉定区                 |                        |
| 嘉定新城东 (丰茂路) | 10206           | 3236                   | ↑直通宝嘉线往上海宝山站（远期） | 地下二层越行双岛式                 | 上海市                 | 嘉定区                 |                        |
| 南翔                | 17386           | 7179                   | █ 11号线 | 地下二层岛式                       | 上海市                 | 嘉定区                 |                        |
| 乐秀路              | 21201           | 3815                   | █ 14号线 | 地下二层岛式                       | 上海市                 | 嘉定区                 |                        |
| 金运路              | 24476           | 3275                   | █ 13号线 | 地下三层岛式                       | 上海市                 | 嘉定区                 |                        |
| 北翟路 (天山路)     | 26726           | 2250                   | | 闵行区                             | 上海市                 | 地下二层岛式           |                        |
| 虹桥2号航站楼       | 29585           | 2859                   | 京沪高铁、沪昆高铁、沪宁高铁、沪苏湖高铁：上海虹桥站 ↓直通 █ 市域机场线往上海东站、↑直通 █ 示范区线往水乡客厅站（在建） █ 2号线 █ 10号线 | 闵行区                             | 上海市                 | 地面混合式             |                        |
| 申滨南路 (迎宾三路) | 32002           | 2417                   | | 闵行区                             | 上海市                 | 地下三层岛式           |                        |
| 七宝北 (沪星路)     | 34081           | 2079                   | █ 25号线（远期） | 闵行区                             | 上海市                 | 地下二层越行岛式       |                        |
| 七宝                | 35299           | 1218                   | █ 9号线 | 闵行区                             | 上海市                 | 地下三层岛式           |                        |
| 七莘路              | 38141           | 2843                   | █ 12号线 | 闵行区                             | 上海市                 | 地下三层岛式           |                        |
| 莘建东路 (莘建路)   | 41132           | 2991                   | | 闵行区                             | 上海市                 | 地下二层岛式           |                        |
| 银都路              | 43255           | 2123                   | █ 5号线 | 闵行区                             | 上海市                 | 地下二层岛式           |                        |

## 争议
嘉闵线规划出现后，闵行区政府、宝山区政府，均反对此规划，后者甚至发函至市规土局要求保留原17号线。而对于原17号线北段的问题，市规土局曾在信访答复中表示规划将预留控制丰翔路沿线宝山中心城地区西部东西向通道，深化研究利用该段通道服务宝山城市工业园区及沿线居民的交通出行，为中远期线路创造实施条件，也不排除使用中运量系统的可能性（最后这一段在总规报批时落实为原22号线）；场中路段则是由新规划的南何线与原17号线北段预控方案整合优化，改造后将实现与现状市区轨道交通线路相同的公交化运营服务水平，实现与其他轨道交通线路的换乘 。